# Cascata ischemica
Si indica come cascata ischemica una reazione a  catena tipica di stati patologici.

## Fisiologia
Quando le cellule cerebrali coinvolte da un ictus muoiono, liberano sostanze chimiche. Queste ultime provocano la cascata ischemica. Tale reazione a catena danneggia le cellule nervose dell'area circostante la zona ischemica. L'apporto di sangue in quest'area non è bloccato del tutto, ma appare seriamente compromesso. Le cellule della zona ischemica, senza un pronto intervento, sono destinate a morire. Il tempo a disposizione per il salvataggio di queste cellule è di sei ore (finestra terapeutica).